# Andrzej Gąsienica
Andrzej Gąsienica (* 4. November 1993) ist ein ehemaliger polnischer Nordischer Kombinierer und Skispringer.

## Werdegang
Gąsienica, der für den Sportverein TS Wisła Zakopane startete, debütierte 2009 in Wisła im Continental Cup der Nordischen Kombination. Seine ersten Punkte konnte er jedoch erst im Februar 2013 in Eisenerz mit dem 29. Platz holen. Wenige Wochen später gelangen ihm bei den beiden Continental-Cup-Wettbewerben in Høydalsmo mit dem zehnten und achten Rang seine besten Ergebnisse.
Gąsienica nahm zwischen 2010 und 2013 an vier Nordischen Junioren-Skiweltmeisterschaften teil, konnte allerdings nur ihm Team Platzierungen unter den besten Zehn erreichen. Im Einzel war sein bestes Resultat der Elfte Platz im Gundersen-Wettkampf von der Normalschanze in Otepää 2011.
Sein größter nationaler Erfolg erzielte er 2012 mit dem Gewinn des polnischen Meistertitels im Teamsprint über 5 × 1,5 km gemeinsam mit Tomasz Pochwała. Am 15. März 2013 gab Gąsienica sein Debüt im Weltcup der Nordischen Kombination, konnte allerdings nie die Punkteränge erreichen. Im April 2014 beschloss er, sich auf das Spezialspringen zu konzentrieren und beendete seine Karriere als Nordischer Kombinierer. Als Skispringer konnte er allerdings nur im drittklassigen FIS Cup Punkte erspringen.
Als Vertreter von TS Wisła Zakopane gewann er auch bei Teamwettbewerben im Skispringen vier Medaillen bei polnischen Meisterschaften.
Nach seinem Karriereende versuchte er sich als Bodybuilder.

## Statistik

### Nordische Kombination

#### Continental-Cup-Platzierungen
| Saison  | Platz | Punkte |
| ------- | ----- | ------ |
| 2012/13 | 048.  | 009    |
| 2013/14 | 081.  | 084    |

### Skispringen

#### FIS-Cup-Platzierungen
| Saison  | Platz | Punkte |
| ------- | ----- | ------ |
| 2013/14 | 147.  | 032    |
| 2014/15 | 095.  | 053    |
| 2015/16 | 170.  | 012    |